# Серафим Кашуба
Серафим Кашуба (нар. 17 червня 1910, Львів — пом. 20 вересня 1977 там же) — священник Ордену Братів Менших Капуцинів, Слуга Божий, пройшов тисячі кілометрів в СРСР, здійснюючи місіонерську діяльність.

## Біографія
Алоїз-Казимир Кашуба народився 17 червня 1910 року на околиці Львова, в Замарстинові, в родині коваля. Батько — Кароль Кашуба та мати — Анна (від народження Горак), належали до III Ордену св. Франциска та виховували своїх чотирьох дітей в атмосфері глибокої побожності та взаємної любові. Алоїз навчався у 5-й державній середній школі ім. гетьмана Станіслава Жолкевського у Львові, після чого вступив до ордену.
Новіціат розпочав у монастирі капуцинів у Сендзішуві Малопольському (20 серпня 1928 р.) і взяв монаше ім'я Серафим, а через рік склав перші чернечі обіти та розпочав вивчення богослов'я в Кракові. У 1933 році був висвячений на священника. Закінчив також польську філологію в Ягеллонському університеті.
Був редактором монашого журналу «Wzlot Seraficki» (1936). У 1937—1939 роках викладав у колегії капуцинів у Розвадові (нині дільниця м. Стальова Воля, Польща).
Після початку Другої світової війни був парохом у Дублянах біля Львова, в різних парафіях Волині та Полісся, зокрема: у Дерманці, Городниці, Карасині, Людвіполі, Старій Гуті. Під час німецької окупації та Волинської трагедії кілька разів тікав, рятував життя іншим.
|                                              | Найважливіше те, щоб не розминутися з Божою волею |
| — Серафим Кашуба, http://serafin.kap.org.ua/ |                                                   |

Після приходу радянських військ у 1944 р. на Волинь і приєднання її до УРСР, о. Серафим залишився в Рівному. Працюючи в Рівненській парафії, об'їздив численні віддалені парафії (Дубно, Корець, Острог, Сарни, Здолбунів).
11 квітня 1958 року радянська влада позбавила о. Серафима можливості легально відправляти богослужіння та вести душпастирську діяльність у Рівному та околицях, за сфабрикованими звинуваченнями — пияцтво та розпуста. Розпочав місіонерську діяльність, відвідував римо-католицькі спільноти в Білорусі, Литві, Запоріжжі, Криму, Києві та Естонії. Під постійним стеженням і переслідуванням спецслужб о. Серафим вирішив дістатися Казахстану. Там він душпастирював над великою територією Цілинограда. На той час у Казахстані проживало приблизно 60-100 тисяч поляків, які пережили випробування примусової депортації. Щоб збити з пантелику пильність влади, працював у палітурній майстерні. У 1966 році під час одного з «апостольських походів» був заарештований і за звинуваченням у бродяжництві засуджений до п'яти років заслання в радгосп Арикти, звідки переведений в радгосп Аршатинська. Кожне місце заслання було для нього новим душпастирським викликом, яким охоче користувалися як представники інших конфесій, так і атеїсти. Звільнений з радгоспу 16 листопада 1966 р., невдовзі, 22 грудня того ж року знову затриманий і засуджений до 11 років перебування в закладі для невиліковних хворих у Малій Тимофіївці біля Цілинограду, звідки втік 8 лютого 1967 року, щоб продовжити душпастирську роботу в Казахстані.
Хворий на туберкульоз і прогресуючу глухоту, що все більше заважала йому виконувати душпастирські обов'язки, з 19 серпня 1968 р. до 13 червня 1970 р. перебував на лікуванні в Польщі.

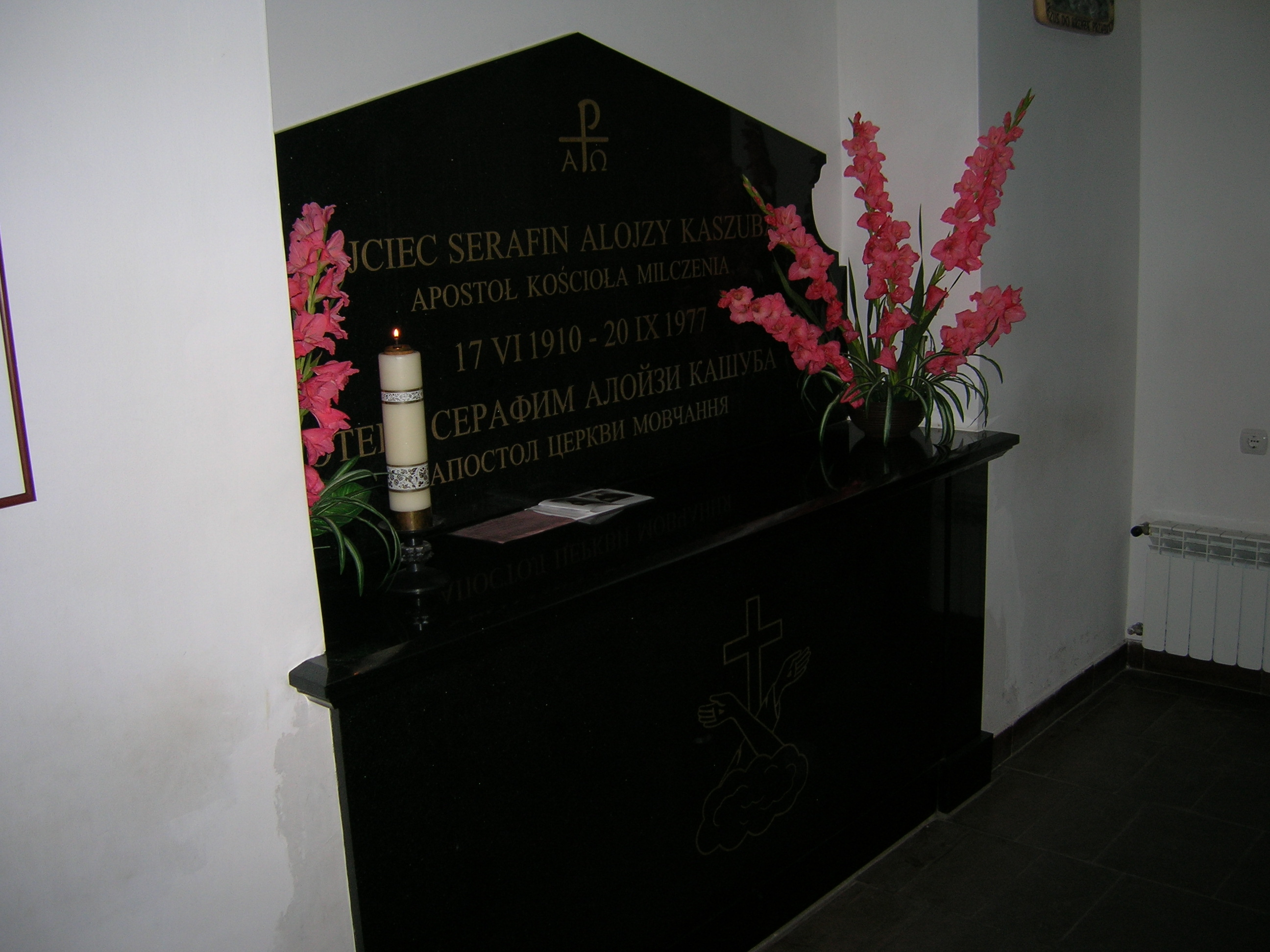
Поховання о. Серафима Кашуби у Вінниці

Після лікування в Польщі повернувся до вірних, серед яких працював на просторах Радянського Союзу.
19 вересня 1977 року повертався з Рівного до Львова і через аварію автобуса був змушений пройти пішки кілька кілометрів під час на дощу.
20 вересня 1977 р. помер. Похований на Янівському цвинтарі, біля могили святого о. Архиєпископа Юзефа Більчевського. Ексгумація його мощей відбулася 16 листопада 2010 року, а наступного дня їх розмістили в костелі капуцинів у Вінниці.

## Вшанування пам'яті
У 1996 році в Лодзі видано книжку авторства Hieronim Warachim «Włóczęga Boży» (Ojciec Serafin Kaszuba).
У 2012 році видана книжка о. Ришарда Модельського OFMCap «Священник до нутра кісток. Отець Серафим Кашуба».
У 2023 році в Рівному на фасаді Залу камерної та органної музики, в якому до 1958 року діяв костел Святого Антонія, відкрито меморіальну дошку о. Серафиму Кашубі.